# Anton Eder (Politiker, 1924)
Anton Eder (* 21. November 1924 in Landstetten, Niederösterreich; † 4. Mai 2004 in Scheibbs, Niederösterreich) war ein österreichischer Politiker (ÖVP).

## Leben
Anton Eder, der in Landstetten, einer kleinen Katastralgemeinde und heutigen Ortschaft von Pöggstall geboren wurde, besuchte auch hier die Volks- und Hauptschule. 1939 ging Eder nach Ebreichsdorf, wo er an der dortigen Landwirtschaftsschule zum Landwirt ausgebildet wurde. 1942 wurde er als Soldat für die Wehrmacht verpflichtet. 1945 geriet er in Italien in britischer Kriegsgefangenschaft, in welcher er ein Jahr verbringen musste. Nach seiner Rückkehr nach Österreich komplettierte er seine Ausbildung an der Höheren Bundeslehranstalt in Salzburg. 1949 maturierte er.
Nachdem Eder bis 1953 vier Jahre als Lehrer für Landwirtschaftslehre gearbeitet hatte, übernahm er als Bauer den Hof seiner Eltern. Als Landwirt arbeitete Eder bis 1988. Im Jahr 1975 wurde er mit dem Titel Ökonomierat geehrt.
Seine politische Karriere begann im Jahr 1950, als er mit Erfolg für das Amt des Bürgermeisters von Neukirchen am Ostrong, einer damals noch autonomen Gemeinde, kandidierte. Als Bürgermeister stand Eder seiner Heimatgemeinde 22 Jahre lang, bis 1972 vor. Als Neukirchen im Jahr 1972 im Zuge einer Gemeindefusion Teil von Pöggstall wurde, musste Eder aus dem Amt scheiden.
Im Mai 1970 zog er als Mitglied des Bundesrats nach Wien. Der zweiten österreichischen Parlamentskammer gehörte Eder weitere 17 Jahre lang, bis November 1987, an.
Innerhalb seiner Partei fungierte Eder als Parteivorsitzender in Pöggstall. Zudem war er von 1960 bis 1975 Mitglied der niederösterreichischen Landwirtschaftskammer und von 1970 bis 1990 der Landwirtschaftskammer des Bezirks Melk.

## Auszeichnungen
- 1983: Silberne Florianiplakette des Niederösterreichischen Landesfeuerwehrverbandes[1]
- Silbernes Ehrenzeichen für Verdienste um die Republik Österreich
- Großes Goldenes Ehrenzeichen für Verdienste um die Republik Österreich